# Nikolaï Pozdeïev
Nikolaï Ivanovitch Pozdeïev (Никола́й Ива́нович Позде́ев), né le 11 (30) novembre 1855 au village Berezaïki (ou Beriozovka) dans le gouvernement de Kalouga et mort le 17 octobre 1893 à Iaroslavl, est un architecte russe qui fut architecte de la ville de Iaroslavl de 1883 à 1892 et auteur d'édifices civils et religieux à Moscou, Kazan.

## Biographie
Nikolaï Pozdeïev est le frère aîné de l'architecte Ivan Pozdeïev. Il termine en 1879 l'École de peinture, de sculpture et d'architecture de Moscou, puis entre à l'Académie impériale des beaux-arts de Saint-Pétersbourg dont il sort diplômé en 1883 avec le titre d'architecte de 1re classe et est nommé architecte de la ville de Iaroslavl.
Pozdeïev s'attelle à la restauration de plusieurs églises et édifices religieux dont l'église Saint-Jean-l'Évangéliste (1888-1889), ou la cathédrale de l'Assomption de Rostov (1889).

## Quelques constructions
- Passage Alexandrov (avec Vladimir Souslov 1880-1883), 17 rue du Kremlin à Kazan ;
- Hôtel particulier Dounaïev (1886) 38 perspective d'Octobre à Iaroslavl[3];
- Chapelle de l'Intercession de l'École archidiocésaine féminine Ionafanov de Iaroslavl (1887), 108 rue de la République[4];
- Chapelle Saint-Alexandre-Nevski (1889-1892), rue Andropov à Iaroslavl[5];
- Maison Igoumnov (terminée en 1891 par Pozdeïev), 43 rue Bolchaïa Iakimanka à Moscou, aujourd'hui résidence de l'ambassadeur de France à Moscou[6];
- Église de la Présentation (1891-1895), Iaroslavl ;
- Sa propre maison (1880-1890), 10 rue Terechkova à Iaroslavl, disparue[1].

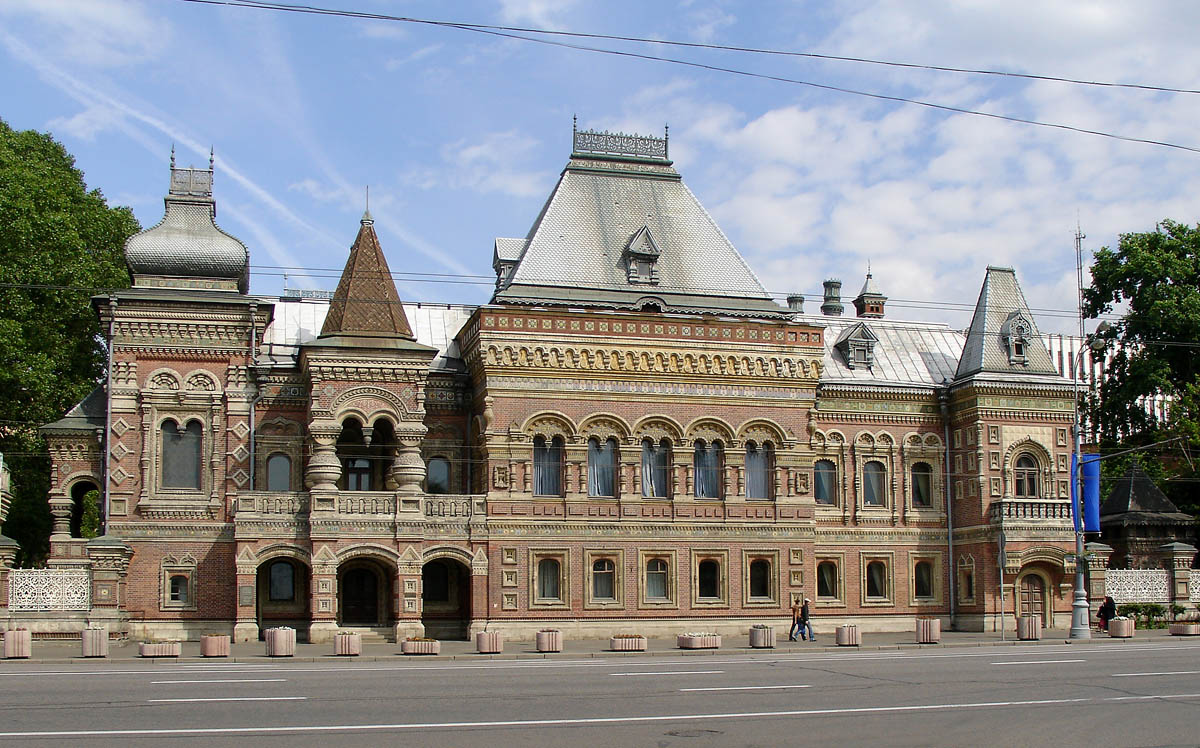
Maison Igoumnov à Moscou
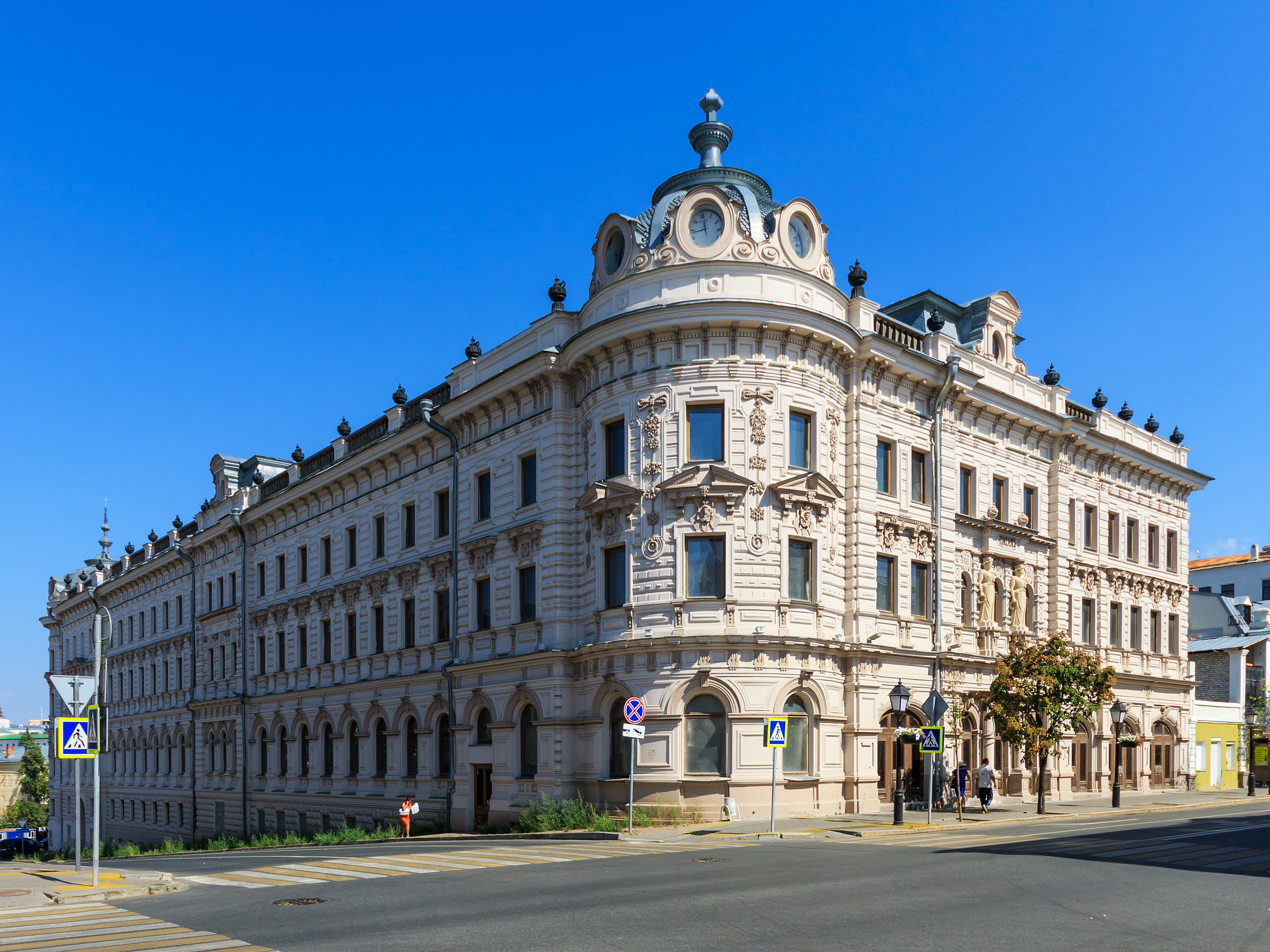
Passage Alexandrov à Kazan
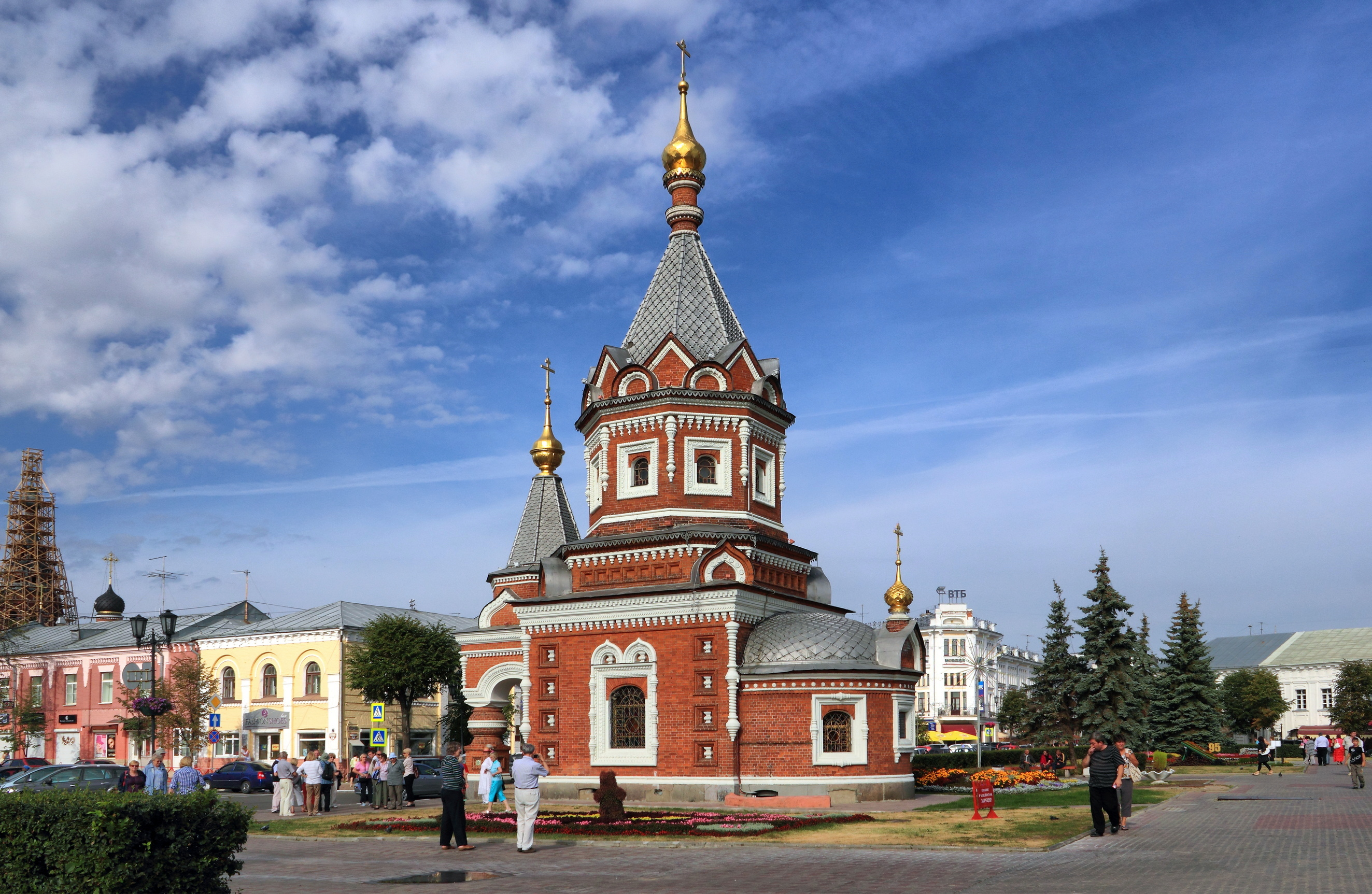
Chapelle Saint-Alexandre-Nevski de Iaroslavl
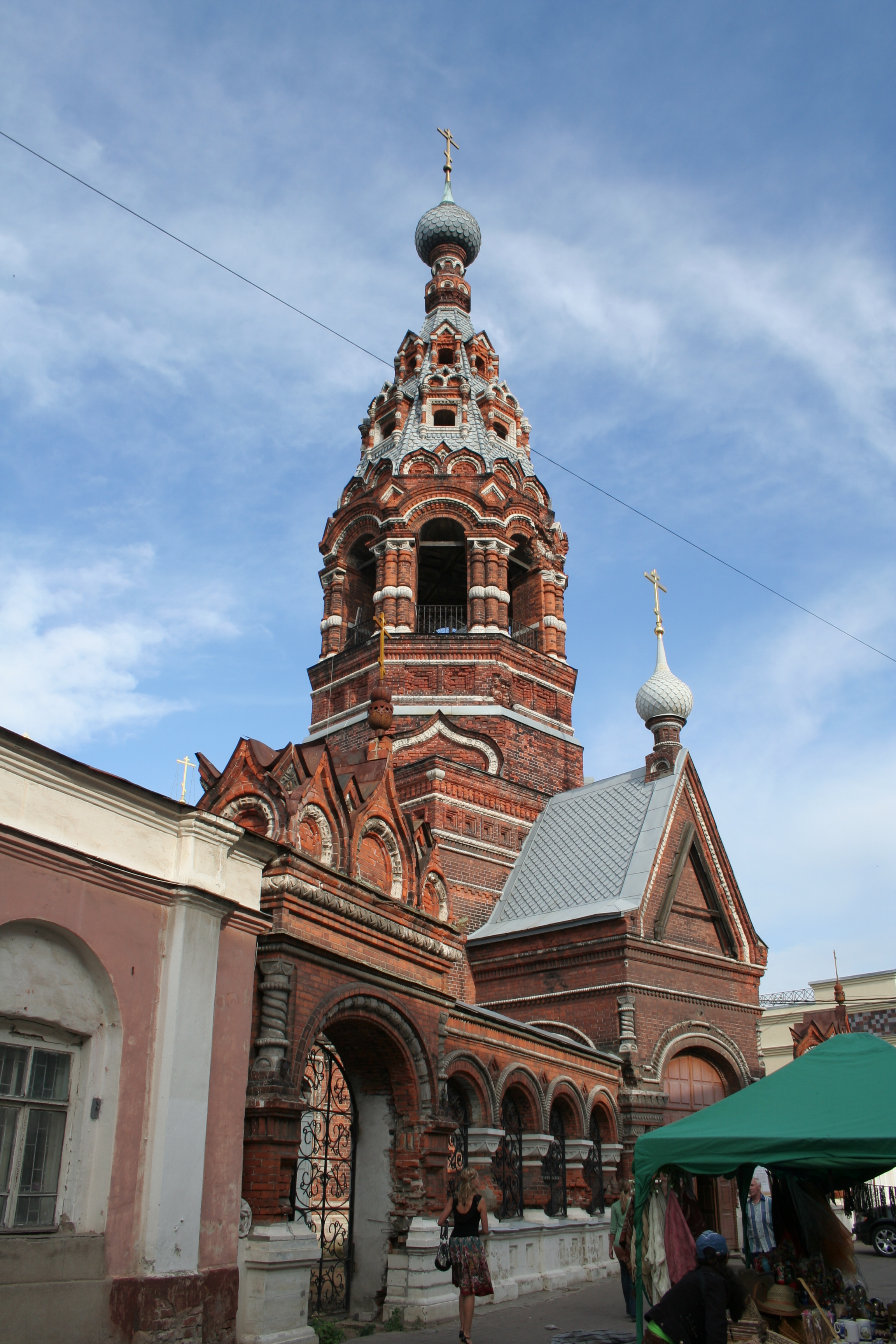
Église de la Présentation de Iaroslavl